# شینیا هاسه‌گاوا
شینیا هاسه‌گاوا (انگلیسی: Shinya Hasegawa؛ زادهٔ ۲۸ ژوئیهٔ ۱۹۶۸) پویانما اهل ژاپن است.